# Lionel Cecilio
Lionel Cecilio, né le 23 avril 1983 à Montreuil, en Seine-Saint-Denis, est un acteur français.

## Filmographie

### Cinéma
- 2004 : Mamie : le petit-fils
- 2004 : La Rixe : Michaël
- 2009 : La Fuyarde
- 2010 : La Ultima Corrida : Marco Cruz
- 2010 : Help Me : Édouard
- 2011 : Scène de vestiaire : Wassim
- 2012 : Nouvelle Cuisine : Bixente
- 2014 : Les Héritiers : Joe
- 2017 : Max et ses filles : Fred
- 2018 : Je suis un chou à la crème
- 2018 : Les Tuche 3 : un présentateur de CNews
- 2018 : La Fête des mères : le serveur de la résidence
- 2019 : Ma famille à moi : Léo
- 2019 : Mélodie d'un volcan : Arnaud
- 2020 : Miss : le serveur charmeur
- 2020 : L'Air d'un enfant
- 2021 : Anthea : Émile
- 2022 : Coupez ! : l'accessoiriste
- 2024 : Hot Flash
- 2024 : Monsieur Aznavour : Gilbert Bécaud
- 2024 : Agnès

### Télévision
- 2012 : Le Bonheur des Dupré : Martin
- 2012 : Le Transporteur : Donato (1 épisode)
- 2015 : Nos chers voisins : Mec Jacques-Étienne (1 épisode)
- 2016 : L'Affaire de maître Lefort : le journaliste de la télévision
- 2017-2018 : Tout part en live ! : Lionel (7 épisodes)
- 2021 : Joséphine, ange gardien : Arthur (1 épisode)
- 2021-2022 : Un si grand soleil : Fred (30 épisodes)
- 2022 : Miskina, la pauvre : Consuelo (1 épisode)
- 2023 : Master Crimes : Dr Jacques Borras (1 épisode)
- 2024 : Les Capone attendent un bébé : Tiago

## Doublage

### Cinéma
- Víctor Varona (es) dans :
  - À contre-sens (2023) : Lion
  - À contre-sens 2 (2024) : Lion
- 2012 : Les Lignes de Wellington : Pedro de Alencar (Carloto Cotta)
- 2020 : Miami Bici : Ilie (Codin Maticiuc)
- 2021 : La scuola cattolica : Angelo Izzo (Luca Vergoni)
- 2021 : Un Noël en Californie : Les Lumières de la ville : Owen (Noah James)
- 2023 : Saw X : Diego (Joshua Okamoto (en))

### Télévision

#### Téléfilms
- 2023 : Sous le toit d'une psychopathe : Dylan (Samuel Parker)

#### Séries télévisées
- 2013-2014 : Hostages : Jake Sanders (Mateus Ward (en)) (14 épisodes)
- 2016-2021 : Shameless : Carl Gallagher (Ethan Cutkosky) (2e voix, saisons 6 à 11)
- 2018 : The Show : Karl (Daniel Horvath (es))
- 2020 : The Watch (en) : Caporal Cheery (Joni Ayton-Kent)
- 2022-2024 : House of the Dragon : Larys Strong (Matthew Needham)

#### Séries d'animation
- 2005-2010 : Foot 2 rue : Steven
- 2016-2018 : Voltron, le défenseur légendaire : Keith[n 1]
- 2018 : La Colline aux lapins : Dandelion
- 2022-2024 : Blue Lock : Jingo Raichi[n 2]
- depuis 2023 : Tiny Toons Looniversité : Plucky Duck

### Jeux vidéo
- 2023 : Dead Space : plusieurs personnages